# Steg der Wünsche

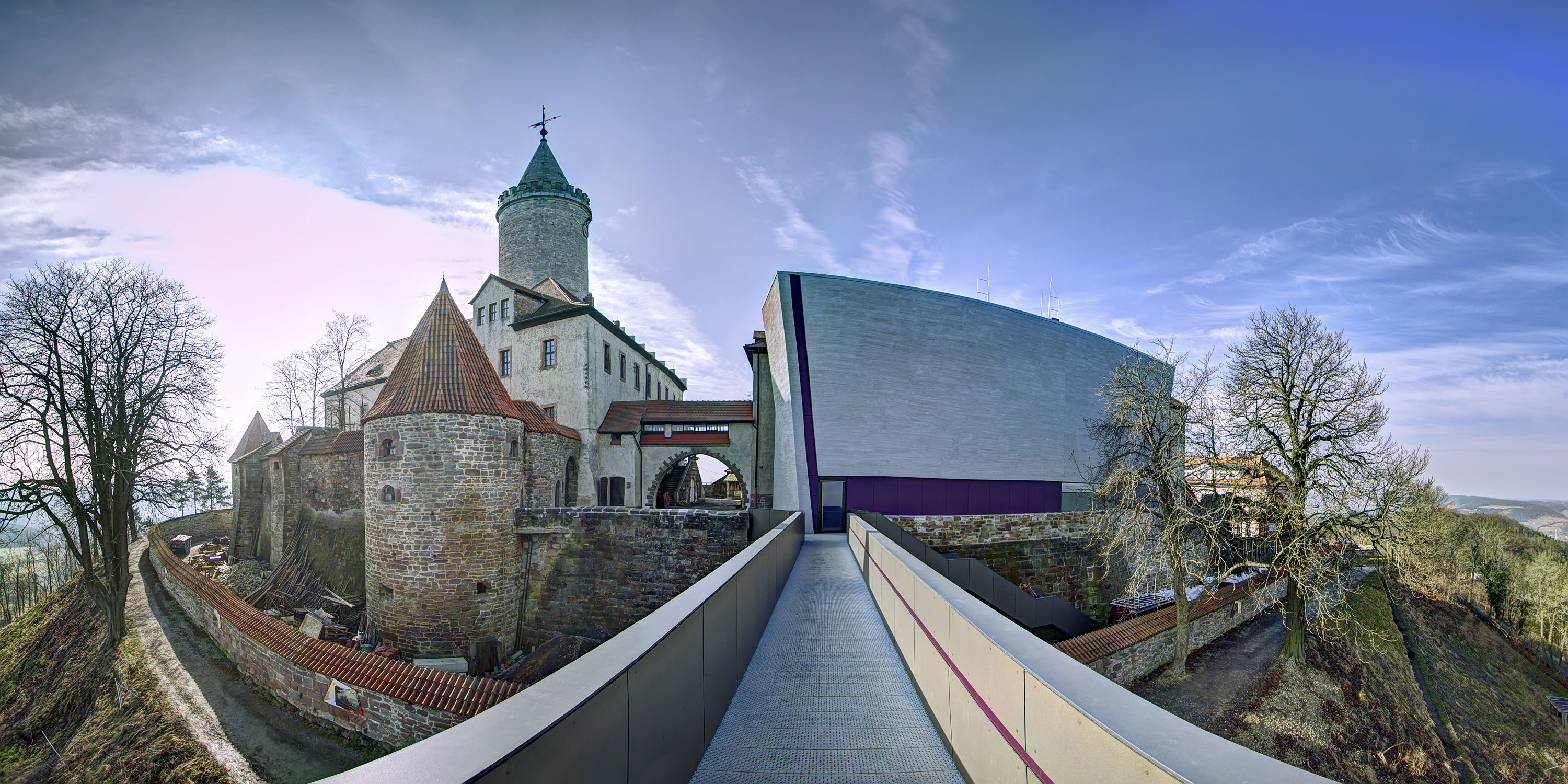
Blick vom Steg der Wünsche auf die Leuchtenburg

Der Steg der Wünsche ist eine Aussichtsplattform auf der Leuchtenburg in Seitenroda und gehört zum Ausstellungskonzept der Porzellanwelten Leuchtenburg. Von ihm können mit einem Wunsch beschriebene Porzellanteller nach dem Sprichwort Scherben bringen Glück am Burgberg zerschellt werden.

## Beschreibung
Der Steg der Wünsche wurde in zweijähriger Bauzeit unter der Bauherrschaft von Sven-Erik Hitzer als Vorstand der Stiftung Leuchtenburg errichtet und zusammen mit dem Ausstellungskonzept der Porzellanwelten am 20. März 2015 eröffnet. Die Stahl-Glaskonstruktion des Steges wurde vom Hermsdorfer Ingenieurbüro BCH GmbH gemeinsam mit der Architektin  Silke Loose entworfen.
20 Meter ragt der Skywalk über den Berghang der Leuchtenburg hinaus und wächst dabei als moderner Akzent aus der mittelalterlichen Burgmauer. Vorn befindet sich eine Glasplatte und scheint mit Blick nach Jena über der Landschaft in 400 Metern über N.N. zu schweben.
Das Tragwerk aus Stahl besteht aus einer Trogbrückenkonstruktion mit mikadoartig gebündelten Zug- und Druckstreben. Direkt an der Hangkante des Burgberges sind diese auf einer Stahlbeton-Flachgründung befestigt und zusätzlich durch im Muschelkalk angebrachte Mikrobohrpfähle gesichert.
Seitlich ist die Tragkonstruktion mit Faserzementplatten verkleidet und am Laufboden mit Lochblech-Gittern sowie an der vordersten Auskragung mit Glas versehen. Der Steg sowie weite Teile der Burganlage sind barrierefrei zugänglich.
In der Ausstellung Porzellanwelten können sich die Besucher auf ungewöhnliche Art und Weise mit dem Porzellan auseinandersetzen. Getreu dem Motto Scherben bringen Glück dürfen sie vom Skywalk aus Porzellan in die Tiefe werfen, auf das sie zuvor ihre Wünsche geschrieben haben. Der persönliche Wunsch wird schließlich im Archiv der Wünsche aufbewahrt.
Der Steg der Wünsche diente im Jahr 2016 als Drehort für den Fernsehfilm Der scheidende Schupo aus der Krimireihe Tatort.